# ASG Superconductors
ASG Superconductors S.p.A. è una società per azioni italiana attiva nel settore della Tecnologia superconduttori, leader a livello mondiale per le competenze legate alla progettazione, costruzione e collaudo di sistemi magnetici superconduttori. È stata una divisione del gruppo Ansaldo Energia.